# خافيير دي جيسوس زاباتا
خافيير دي جيسوس زاباتا (بالإسبانية: Javier de Jesús Zapata)‏ (و. 1969  م) هو راكب دراجة هوائية كولومبي، شارك في الألعاب الأولمبية الصيفية 1996.

## روابط خارجية
- خافيير دي جيسوس زاباتا على موقع الاتحاد الدولي للدراجات (الإنجليزية)
- خافيير دي جيسوس زاباتا على موقع أرشيف الدراجات (الإنجليزية)
- خافيير دي جيسوس زاباتا على موقع إحصائيات الدراجات الإحترافية (الإنجليزية)
- خافيير دي جيسوس زاباتا على موقع نسبة الدراجات (الإنجليزية)
- خافيير دي جيسوس زاباتا على موقع أوليمبيديا (الإنجليزية)